# Pseudonthobium paniense
Pseudonthobium paniense là một loài bọ cánh cứng trong họ Bọ hung (Scarabaeidae).